# Гетто в Шепелевичах
Гетто в Шепеле́вичах (лето 1941 — 12 декабря 1941) — еврейское гетто, место принудительного переселения евреев деревни Шепелевичи Тетеринского сельсовета Круглянского района Могилёвской области и близлежащих населённых пунктов в процессе преследования и уничтожения евреев во время оккупации территории Белоруссии войсками нацистской Германии в период Второй мировой войны.

## Оккупация Шепелевичей и создание гетто
После оккупации деревни Шепелевичи немцы, реализуя нацистскую программу уничтожения евреев, организовали в местечке гетто. Гетто было создано на месте компактного проживания евреев до войны, и их оставили жить в своих домах — на одной улице на окраине деревни. Кто именно из жителей был евреем, немцам выдал староста, который лично знал каждого, и всех евреев переписали.

## Условия в гетто
Полицаи грабили и избивали евреев, которым запретили покупать продукты, ходить по улицам и даже разговаривать с неевреями. Под страхом смерти узникам гетто запретили выходить из домов без пришитой жёлтой метки на верхней одежде.

## Уничтожение гетто
Немцы очень серьёзно относились к возможности еврейского сопротивления, и поэтому в большинстве случаев в первую очередь убивали в гетто или ещё до его создания евреев-мужчин в возрасте примерно от 15 до 50 лет — несмотря на экономическую нецелесообразность, так как это были самые трудоспособные узники. Из этих соображений примерно через две недели после оккупации немцы собрали в Шепелевичах молодых евреев-мужчин, около двенадцати человек, и расстреляли на Мокровском кладбище. В этом расстреле лично участвовали и полицейские (например, Петрок), которые избивали обречённых людей и забрали себе их личные вещи. Кости убитых случайно нашли уже после войны при прокладке дороги через место расстрела.
15 ноября 1941 года всех ещё живых евреев выгнали из домов и под конвоем повели на окраину, в пятистах метрах от местечка, к карьеру. Обреченных людей рассортировали и человек шестьдесят — женщин, стариков и мальчиков, кроме старых женщин и части детей — расстреляли. После этой «акции» (таким эвфемизмом нацисты называли организованные ими массовые убийства) оставшихся в живых заселили в несколько домов, но каждый день кого-то уводили и расстреливали.
12 декабря 1941 года к гетто немцы и полицейские пригнали подводы, и всех оставшихся евреев перевезли в Круглянское гетто. Имущество евреев разобрали себе полицаи.

## Случаи спасения и «Праведники народов мира»
Борисенок Анна из Шепелевичей за спасение Сацункевича Леонида была удостоена почетного звания «Праведник народов мира» от израильского мемориального института «Яд Вашем» «в знак глубочайшей признательности за помощь, оказанную еврейскому народу в годы Второй мировой войны».

## Память
Опубликованы неполные списки убитых в Шепелевичах евреев.
Памятник жертвам геноцида евреев (в том числе и из Шепелевичей) установлен в Круглом